# Popillia amitina
Popillia amitina är en skalbaggsart som beskrevs av Ohaus 1897. Popillia amitina ingår i släktet Popillia och familjen Rutelidae. Inga underarter finns listade i Catalogue of Life.